# Rivularia
Rivularia es un género de cianobacteria de la familia Rivulariaceae.

## Descripción
Rivularia crece sobre piedras sumergidas, rocas y suelos húmedos cerca de la orilla de los ríos. Se encuentra en colonias, y los tricomas están dispuestos radialmente dentro de cada  colonia, con cada tricoma rodeado total o parcialmente por una lámina gelatinosa. Los tricomas presentan un heterocisto basal, tienen una porción estrecha y atípica con forma de látigo o cola y consisten en una fila de células pequeñas. Los acinetos están ausentes en Rivularia. Se multiplican por  hormogonios y heterocistos.

## Especies
- Rivularia atra Roth ex Bornet & Flahault, 1886
- Rivularia bullata (Poir) Berkeley ex Bornet & Flahault, 1886
- Rivularia haematites (De Candolle) Bornet & Flahault, 1886
- Rivularia jaoi H.-J.Chu, 1952
- Rivularia nitida C.Agardh ex Bornet & Flahault, 1886
- Rivularia thermalis Y.-Y.Li, 1984